# Sport-Verein Werder von 1899 2004-2005
Questa voce raccoglie le informazioni riguardanti lo Sport-Verein Werder von 1899 nelle competizioni ufficiali della stagione 2004-2005.

## Stagione
Nella stagione 2004-2005 il Werder Brema, allenato da Thomas Schaaf, concluse il campionato di Bundesliga al 3º posto. In Coppa di Germania il Werder Brema fu eliminato in semifinale dallo Schalke 04. In Coppa di Lega il Werder Brema perse la finale con il Bayern Monaco. In Champions League il Werder Brema fu eliminato agli ottavi di finale dall'Olympique Lione.

## Rosa
| N. |                      | Ruolo | Calciatore        |
| -- | -------------------- | ----- | ----------------- |
| 1  | Germania (bandiera)  | P     | Andreas Reinke    |
| 2  | Germania (bandiera)  | D     | Frank Fahrenhorst |
| 3  | Finlandia (bandiera) | D     | Petri Pasanen     |
| 4  | Germania (bandiera)  | C     | Fabian Ernst      |
| 5  | Turchia (bandiera)   | C     | Ümit Davala       |
| 6  | Germania (bandiera)  | D     | Frank Baumann     |
| 7  | Canada (bandiera)    | C     | Paul Stalteri     |
| 8  | Ungheria (bandiera)  | C     | Krisztián Lisztes |
| 10 | Francia (bandiera)   | C     | Johan Micoud      |
| 11 | Germania (bandiera)  | A     | Miroslav Klose    |
| 14 | Germania (bandiera)  | A     | Aaron Hunt        |
| 16 | Germania (bandiera)  | P     | Pascal Borel      |
| 17 | Croazia (bandiera)   | A     | Ivan Klasnić      |

| N. |                      | Ruolo | Calciatore          |
| -- | -------------------- | ----- | ------------------- |
| 20 | Danimarca (bandiera) | C     | Daniel Jensen       |
| 21 | Egitto (bandiera)    | A     | Mohamed Zidan       |
| 22 | Germania (bandiera)  | D     | Francis Banecki     |
| 23 | Svizzera (bandiera)  | D     | Ludovic Magnin      |
| 24 | Germania (bandiera)  | C     | Tim Borowski        |
| 25 | Francia (bandiera)   | D     | Valérien Ismaël     |
| 26 | Germania (bandiera)  | D     | Florian Mohr        |
| 27 | Germania (bandiera)  | D     | Christian Schulz    |
| 30 | Germania (bandiera)  | P     | Michael Jürgen      |
| 31 | Germania (bandiera)  | P     | Alexander Walke     |
| 35 | Germania (bandiera)  | A     | Marco Stier         |
| 38 | Paraguay (bandiera)  | A     | Nelson Haedo Valdez |

## Organigramma societario
Area tecnica
- Allenatore: Thomas Schaaf
- Allenatore in seconda: Karl-Heinz Kamp, Wolfgang Rolff
- Preparatore dei portieri: Dieter Burdenski
- Preparatori atletici:

## Calciomercato

### Sessione estiva
| Acquisti | Acquisti          | Acquisti                | Acquisti |
| R.       | Nome              | da                      | Modalità |
| -------- | ----------------- | ----------------------- | -------- |
| D        | Francis Banecki   | Werder Brema (juniores) |          |
| D        | Frank Fahrenhorst | Bochum                  |          |
| D        | Gustavo Nery      | San Paolo               |          |
| A        | Aaron Hunt        | Werder Brema (juniores) |          |
| C        | Daniel Jensen     | Real Murcia             |          |
| A        | Miroslav Klose    | Kaiserslautern          |          |
| D        | Petri Pasanen     | Portsmouth              |          |

| Cessioni | Cessioni        | Cessioni                    | Cessioni |
| R.       | Nome            | da                          | Modalità |
| -------- | --------------- | --------------------------- | -------- |
| A        | Ailton          | Schalke 04                  |          |
| C        | Ivica Banović   | Norimberga                  |          |
| A        | Markus Daun     | Norimberga                  |          |
| D        | Mladen Krstajić | Schalke 04                  |          |
| C        | Simon Rolfes    | Alemannia Aquisgrana        |          |
| D        | Viktor Skrypnyk | Werder Brema (giovanissimi) |          |
| C        | Holger Wehlage  | Duisburg                    |          |

### Sessione invernale
| Acquisti | Acquisti      | Acquisti    | Acquisti |
| R.       | Nome          | da          | Modalità |
| -------- | ------------- | ----------- | -------- |
| A        | Mohamed Zidan | Midtjylland |          |

| Cessioni | Cessioni           | Cessioni          | Cessioni |
| R.       | Nome               | da                | Modalità |
| -------- | ------------------ | ----------------- | -------- |
| D        | Gustavo Nery       | Corinthians       |          |
| C        | Pekka Lagerblom    | Norimberga        |          |
| D        | Robert Paul        | Wacker Burghausen |          |
| A        | Aggelos Charisteas | Ajax              |          |

## Risultati

### Bundesliga

#### Girone di andata
| Arbitro: | Trautmann |

|            |           |  |
| Valdez 84’ | Marcatori |  |

| Arbitro: | Kircher |

|  |           |                                         |
|  | Marcatori | 54’, 64’ Klasnić 58’ Micoud 89’ Pasanen |

| Arbitro: | Jansen |

|           |           |                       |
| Klose 71’ | Marcatori | 46’ Brdarić 53’ Thiam |

| Arbitro: | Wack |

|                                 |           |            |
| Heinz 11’ Neuville 53’ Ivić 90’ | Marcatori | 69’ Valdez |

| Arbitro: | Fröhlich |

|                                        |           |  |
| Ismaël 20’ (rig.) Micoud 78’ Klose 88’ | Marcatori |  |

| Arbitro: | Albrecht |

|           |           |                                  |
| Knavs 68’ | Marcatori | 54’ Borowski 70’, 88’, 89’ Klose |

| Arbitro: | Fandel |

|           |           |                                |
| Klose 81’ | Marcatori | 19’ Ballack 75’ Schweinsteiger |

| Arbitro: | Fleischer |

|                      |           |                |
| Weiland 83’ Auer 90’ | Marcatori | 56’ Charisteas |

| Arbitro: | Kinhöfer |

|                                             |           |                   |
| Klasnić 13’ Micoud 18’ Schulz 75’ Ernst 88’ | Marcatori | 64’ (rig.) Mintál |

| Arbitro: | Gräfe |

|               |           |                      |
| Delpierre 45’ | Marcatori | 78’ Klose 81’ Valdez |

| Arbitro: | Merk |

|            |           |             |
| Schulz 73’ | Marcatori | 22’ Jarolím |

| Arbitro: | Albrecht |

|             |           |                |
| Madlung 90’ | Marcatori | 80’ Charisteas |

| Arbitro: | Brych |

|                      |           |                          |
| Klose 19’ Valdez 72’ | Marcatori | 51’ Voronin 54’ Berbatov |

| Arbitro: | Merk |

|                      |           |             |
| Vata 45’ Küntzel 77’ | Marcatori | 83’ Klasnić |

| Arbitro: | Fröhlich |

|                       |           |  |
| Micoud 34’ Ismaël 57’ | Marcatori |  |

| Arbitro: | Fandel |

|  |           |                                                    |
|  | Marcatori | 22’, 25’ Klose 28’, 58’, 87’ Charisteas 63’ Micoud |

| Arbitro: | Gräfe |

|              |           |             |
| Borowski 59’ | Marcatori | 49’ Jancker |

#### Girone di ritorno
| Arbitro: | Kircher |

|                        |           |                   |
| Asamoah 48’ Ailton 67’ | Marcatori | 51’ (rig.) Ismaël |

| Arbitro: | Wagner |

|                           |           |                             |
| Klasnić 5’, 62’ Klose 31’ | Marcatori | 45’ Rasmussen 63’ Rasmussen |

| Arbitro: | Wack |

|                       |           |                                 |
| Brdarić 26’ Thiam 50’ | Marcatori | 50’ Klose 59’ Magnin 87’ Valdez |

| Arbitro: | Fleischer |

|                    |           |  |
| Hunt 29’ Zidan 88’ | Marcatori |  |

| Arbitro: | Fandel |

|           |           |                                           |
| Żuraw 38’ | Marcatori | 5’ Magnin 7’ Borowski 62’ Ernst 85’ Zidan |

| Arbitro: | Merk |

|                                              |           |  |
| Ismaël 45’ Baumann 49’ Valdez 53’ Micoud 73’ | Marcatori |  |

| Arbitro: | Merk |

|            |           |  |
| Ballack 7’ | Marcatori |  |

| Brema 12 marzo 2005, ore 15:30 CET 25ª giornata | Werder Brema | 0 – 0 referto | Magonza | Weserstadion (39 301 spett.)\| Arbitro: \| Sippel \| |
| Arbitro:                                        | Sippel       |               |         |                                                      |

| Arbitro: | Weiner |

|              |           |                  |
| Kießling 69’ | Marcatori | 22’, 45’ Klasnić |

| Arbitro: | Merk |

|             |           |                         |
| Klasnić 52’ | Marcatori | 48’ Meißner 87’ Tiffert |

| Arbitro: | Meyer |

|                |           |                      |
| Mahdavikia 57’ | Marcatori | 8’ Klose 70’ Klasnić |

| Arbitro: | Wack |

|  |           |             |
|  | Marcatori | 30’ Paraíba |

| Arbitro: | Fleischer |

|                        |           |           |
| Krzynówek 3’ Babić 37’ | Marcatori | 38’ Klose |

| Arbitro: | Fandel |

|                                   |           |  |
| Magnin 39’ Borowski 53’ Klose 78’ | Marcatori |  |

| Arbitro: | Fröhlich |

|             |           |  |
| Rosický 32’ | Marcatori |  |

| Arbitro: | Stark |

|                                   |           |               |
| Micoud 48’, 90’ Borowski 49’, 52’ | Marcatori | 23’ Coulibaly |

| Arbitro: | Wack |

|              |           |                         |
| Altıntop 45’ | Marcatori | 13’ Borowski 42’ Valdez |

### Coppa di Germania
| Arbitro: | Keßler |

|  |           |                        |
|  | Marcatori | 62’ Micoud 90’ Klasnić |

| Arbitro: | Fleischer |

|                           |           |                        |
| Micoud 5’ Valdez 55’, 58’ | Marcatori | 17’ Babić 69’ Berbatov |

| Arbitro: | Wagner |

|                              |           |           |
| Jensen 5’, 105’ Klasnić 120’ | Marcatori | 57’ Labak |

| Arbitro: | Schmidt |

|  |           |                                    |
|  | Marcatori | 9’, 60’ Borowski 23’ (rig.) Ismaël |

| Arbitro: | Fröhlich |

|                                                            |                      |                                                      |
| Sand 64’ Ailton 96’                                        | Marcatori            | 84’ Ismaël 94’ Borowski                              |
| Lincoln Vermant Krstajić Kamphuis Ailton K'obiashvili Rost | Tiri di rigore 5 – 4 | Ismaël Stalteri Micoud Borowski Davala Pasanen Ernst |

### Coppa di Lega
| Arbitro: | Fleischer |

|                        |           |  |
| Klasnić 30’ Valdez 86’ | Marcatori |  |

| Arbitro: | Fröhlich |

|                              |           |                               |
| Deisler 27’, 43’ Ballack 65’ | Marcatori | 68’ Klasnić 74’ (rig.) Ismaël |

### Champions League

#### Fase a gironi
| Arbitro: | Micheľ |

|                         |           |  |
| Adriano 34’ (rig.), 89’ | Marcatori |  |

| Arbitro: | Riley |

|                          |           |            |
| Klose 60’ Charisteas 84’ | Marcatori | 2’ Vicente |

| Arbitro: | Larsen |

|                 |           |                  |
| Wilhelmsson 26’ | Marcatori | 36’, 59’ Klasnić |

| Arbitro: | Busacca |

|                                           |           |            |
| Klasnić 2’, 16’, 79’ Klose 33’ Jensen 90’ | Marcatori | 31’ Jaščuk |

| Arbitro: | Veissière |

|                   |           |             |
| Ismaël 49’ (rig.) | Marcatori | 55’ Martins |

| Arbitro: | Frisk |

|  |           |                 |
|  | Marcatori | 83’, 90’ Valdez |

#### Fase a eliminazione diretta
| Arbitro: | De Bleeckere |

|  |           |                                        |
|  | Marcatori | 9’ Wiltord 77’ Diarra 80’ Pernambucano |

| Arbitro: | Ivanov |

|                                                                     |           |                              |
| Wiltord 8’, 55’, 64’ Essien 17’, 30’ Malouda 60’ Berthod 80’ (rig.) | Marcatori | 32’ Micoud 57’ (rig.) Ismaël |

## Statistiche

### Statistiche di squadra
| Competizione      | Punti | In casa | In casa | In casa | In casa | In casa | In casa | In trasferta | In trasferta | In trasferta | In trasferta | In trasferta | In trasferta | Totale | Totale | Totale | Totale | Totale | Totale | DR  |
| Competizione      | Punti | G       | V       | N       | P       | Gf      | Gs      | G            | V            | N            | P            | Gf           | Gs           | G      | V      | N      | P      | Gf     | Gs     | DR  |
| ----------------- | ----- | ------- | ------- | ------- | ------- | ------- | ------- | ------------ | ------------ | ------------ | ------------ | ------------ | ------------ | ------ | ------ | ------ | ------ | ------ | ------ | --- |
| Bundesliga        | 59    | 17      | 9       | 4       | 4       | 33      | 15      | 17           | 9            | 1            | 7            | 35           | 22           | 34     | 18     | 5      | 11     | 68     | 37     | +31 |
| Coppa di Germania | -     | 2       | 2       | 0       | 0       | 6       | 3       | 3            | 2            | 1            | 0            | 7            | 2            | 5      | 4      | 1      | 0      | 13     | 5      | +8  |
| Coppa di Lega     | -     | 1       | 1       | 0       | 0       | 2       | 0       | 1            | 0            | 0            | 1            | 2            | 3            | 2      | 1      | 0      | 1      | 4      | 3      | +1  |
| Champions League  | -     | 4       | 2       | 1       | 1       | 8       | 6       | 4            | 2            | 0            | 2            | 6            | 10           | 8      | 4      | 1      | 3      | 14     | 16     | -2  |
| Totale            | 59    | 24      | 14      | 5       | 5       | 49      | 24      | 25           | 13           | 2            | 10           | 50           | 37           | 49     | 27     | 7      | 15     | 99     | 61     | +38 |

### Andamento in campionato
| Giornata  | 1 | 2 | 3 | 4 | 5 | 6 | 7 | 8 | 9 | 10 | 11 | 12 | 13 | 14 | 15 | 16 | 17 | 18 | 19 | 20 | 21 | 22 | 23 | 24 | 25 | 26 | 27 | 28 | 29 | 30 | 31 | 32 | 33 | 34 |
| --------- | - | - | - | - | - | - | - | - | - | -- | -- | -- | -- | -- | -- | -- | -- | -- | -- | -- | -- | -- | -- | -- | -- | -- | -- | -- | -- | -- | -- | -- | -- | -- |
| Luogo     | C | T | C | T | C | T | C | T | C | T  | C  | T  | C  | T  | C  | T  | C  | T  | C  | T  | C  | T  | C  | T  | C  | T  | C  | T  | C  | T  | C  | T  | C  | T  |
| Risultato | V | V | P | P | V | V | P | P | V | V  | N  | N  | N  | P  | V  | V  | N  | P  | V  | V  | V  | V  | V  | P  | N  | V  | P  | V  | P  | P  | V  | P  | V  | V  |
| Posizione | 6 | 1 | 3 | 6 | 3 | 3 | 4 | 5 | 4 | 4  | 6  | 5  | 6  | 8  | 6  | 5  | 5  | 7  | 5  | 4  | 3  | 3  | 3  | 3  | 4  | 4  | 4  | 4  | 4  | 5  | 4  | 5  | 5  | 3  |

Legenda:

Luogo: C = Casa; T = Trasferta. Risultato: V = Vittoria; N = Pareggio; P = Sconfitta.

### Statistiche dei giocatori
| Giocatore      | Bundesliga | Bundesliga | Bundesliga  | Bundesliga | Coppa di Germania | Coppa di Germania | Coppa di Germania | Coppa di Germania | Coppa di Lega | Coppa di Lega | Coppa di Lega | Coppa di Lega | Champions League | Champions League | Champions League | Champions League | Totale   | Totale | Totale      | Totale     |
| Giocatore      | Presenze   | Reti       | Ammonizioni | Espulsioni | Presenze          | Reti              | Ammonizioni       | Espulsioni        | Presenze      | Reti          | Ammonizioni   | Espulsioni    | Presenze         | Reti             | Ammonizioni      | Espulsioni       | Presenze | Reti   | Ammonizioni | Espulsioni |
| -------------- | ---------- | ---------- | ----------- | ---------- | ----------------- | ----------------- | ----------------- | ----------------- | ------------- | ------------- | ------------- | ------------- | ---------------- | ---------------- | ---------------- | ---------------- | -------- | ------ | ----------- | ---------- |
| F. Banecki     | 2          | 0          | 0           | 0          | 0                 | 0                 | 0                 | 0                 | 0             | 0             | 0             | 0             | 1                | 0                | 0                | 0                | 3        | 0      | 0           | 0          |
| F. Baumann     | 22         | 1          | 3           | 0          | 2                 | 0                 | 1                 | 0                 | 2             | 0             | 0             | 0             | 6                | 0                | 3                | 0                | 32       | 1      | 7           | 0          |
| P. Borel       | 0          | 0          | 0           | 0          | 0                 | 0                 | 0                 | 0                 | 0             | 0             | 0             | 0             | 0                | 0                | 0                | 0                | 0        | 0      | 0           | 0          |
| T. Borowski    | 31         | 7          | 4           | 0          | 5                 | 3                 | 0                 | 0                 | 2             | 0             | 0             | 0             | 6                | 0                | 2                | 0                | 44       | 10     | 6           | 0          |
| A. Charisteas  | 11         | 5          | 2           | 0          | 2                 | 0                 | 0                 | 0                 | 1             | 0             | 0             | 0             | 5                | 1                | 0                | 0                | 19       | 6      | 2           | 0          |
| Ü. Davala      | 10         | 0          | 2           | 0          | 3                 | 0                 | 0                 | 0                 | 0             | 0             | 0             | 0             | 2                | 0                | 0                | 0                | 15       | 0      | 2           | 0          |
| F. Ernst       | 33         | 2          | 6           | 0          | 4                 | 0                 | 1                 | 0                 | 2             | 0             | 0             | 0             | 8                | 0                | 1                | 0                | 47       | 2      | 8           | 0          |
| F. Fahrenhorst | 16         | 0          | 2           | 0          | 2                 | 0                 | 1                 | 0                 | 2             | 0             | 0             | 0             | 3                | 0                | 0                | 0                | 23       | 0      | 3           | 0          |
| A. Hunt        | 10         | 1          | 0           | 0          | 2                 | 0                 | 0                 | 0                 | 0             | 0             | 0             | 0             | 1                | 0                | 0                | 0                | 13       | 1      | 0           | 0          |
| V. Ismaël      | 32         | 4          | 6           | 1          | 5                 | 2                 | 1                 | 0                 | 2             | 1             | 0             | 0             | 7                | 2                | 2                | 1                | 46       | 9      | 9           | 2          |
| D. Jensen      | 21         | 0          | 4           | 0          | 3                 | 2                 | 0                 | 0                 | 0             | 0             | 0             | 0             | 4                | 1                | 0                | 0                | 28       | 3      | 4           | 0          |
| M. Jürgen      | 0          | 0          | 0           | 0          | 0                 | 0                 | 0                 | 0                 | 0             | 0             | 0             | 0             | 0                | 0                | 0                | 0                | 0        | 0      | 0           | 0          |
| I. Klasnić     | 28         | 10         | 2           | 0          | 4                 | 2                 | 0                 | 0                 | 2             | 2             | 1             | 0             | 7                | 5                | 2                | 0                | 41       | 19     | 5           | 0          |
| M. Klose       | 32         | 15         | 3           | 0          | 4                 | 0                 | 0                 | 0                 | 1             | 0             | 0             | 0             | 8                | 2                | 1                | 0                | 45       | 17     | 4           | 0          |
| P. Lagerblom   | 4          | 0          | 0           | 0          | 1                 | 0                 | 1                 | 0                 | 2             | 0             | 0             | 0             | 1                | 0                | 0                | 0                | 8        | 0      | 1           | 0          |
| K. Lisztes     | 2          | 0          | 0           | 0          | 1                 | 0                 | 0                 | 0                 | 0             | 0             | 0             | 0             | 0                | 0                | 0                | 0                | 3        | 0      | 0           | 0          |
| L. Magnin      | 25         | 3          | 5           | 1          | 3                 | 0                 | 0                 | 0                 | 1             | 0             | 0             | 0             | 8                | 0                | 0                | 0                | 37       | 3      | 5           | 1          |
| J. Micoud      | 33         | 8          | 4           | 0          | 5                 | 2                 | 0                 | 0                 | 2             | 0             | 2             | 0             | 8                | 1                | 2                | 0                | 48       | 11     | 8           | 0          |
| F. Mohr        | 0          | 0          | 0           | 0          | 0                 | 0                 | 0                 | 0                 | 0             | 0             | 0             | 0             | 0                | 0                | 0                | 0                | 0        | 0      | 0           | 0          |
| G. Nery        | 3          | 0          | 1           | 0          | 1                 | 0                 | 0                 | 0                 | 0             | 0             | 0             | 0             | 0                | 0                | 0                | 0                | 4        | 0      | 1           | 0          |
| P. Pasanen     | 23         | 1          | 2           | 0          | 4                 | 0                 | 0                 | 0                 | 2             | 0             | 0             | 0             | 6                | 0                | 0                | 0                | 35       | 1      | 2           | 0          |
| R. Paul        | 0          | 0          | 0           | 0          | 0                 | 0                 | 0                 | 0                 | 1             | 0             | 0             | 0             | 0                | 0                | 0                | 0                | 1        | 0      | 0           | 0          |
| A. Reinke      | 34         | 0          | 1           | 0          | 5                 | 0                 | 0                 | 0                 | 2             | 0             | 0             | 0             | 8                | 0                | 0                | 0                | 49       | 0      | 1           | 0          |
| C. Schulz      | 23         | 2          | 1           | 0          | 1                 | 0                 | 0                 | 0                 | 0             | 0             | 0             | 0             | 3                | 0                | 2                | 0                | 27       | 2      | 3           | 0          |
| P. Stalteri    | 32         | 0          | 1           | 1          | 5                 | 0                 | 1                 | 0                 | 2             | 0             | 0             | 0             | 8                | 0                | 2                | 0                | 47       | 0      | 4           | 1          |
| M. Stier       | 0          | 0          | 0           | 0          | 0                 | 0                 | 0                 | 0                 | 0             | 0             | 0             | 0             | 0                | 0                | 0                | 0                | 0        | 0      | 0           | 0          |
| N. Valdez      | 27         | 7          | 5           | 1          | 4                 | 2                 | 1                 | 0                 | 2             | 1             | 0             | 0             | 8                | 2                | 1                | 0                | 41       | 12     | 7           | 1          |
| A. Walke       | 0          | 0          | 0           | 0          | 0                 | 0                 | 0                 | 0                 | 0             | 0             | 0             | 0             | 0                | 0                | 0                | 0                | 0        | 0      | 0           | 0          |
| M. Zidan       | 10         | 2          | 0           | 0          | 0                 | 0                 | 0                 | 0                 | 0             | 0             | 0             | 0             | 0                | 0                | 0                | 0                | 10       | 2      | 0           | 0          |